# Ivan Bratko (računalnikar)
Ivan Bratko, slovenski računalnikar in akademik, * 10. junij 1946, Ljubljana.
Ukvarja se z raziskovalnim delom na področju umetne inteligence (strojno učenje, hevristično programiranje, nepostopkovno programiranje, kvalitativno modeliranje, avtomatizirana sinteza znanja).
Bratko je doktoriral iz računalniških znanosti (Univerza v Ljubljani 1978) in je od leta 1989 redni profesor na Fakulteti za računalništvo in informatiko, kjer predava predmete iz umetne inteligence, programskih jezikov in programiranja na dodiplomskem in podiplomskem študiju. Od 1985 vodi laboratorij za Umetno inteligenco na Fakulteti za računalništvo in informatiko, 1996–2002 je vodil tudi Odsek za inteligentne sisteme na Institutu Jožef Stefan. Njegova področja raziskovanja so strojno učenje, kvalitativno modeliranje, inteligentna robotika, hevristično programiranje in programi za igranje šaha. V strojnem učenju se posveča predvsem učenju iz šumnih podatkov, povezovanju učenja in kvalitativnega sklepanja, konstruktivno indukcijo, induktivnim logičnim programiranjem in aplikacijami strojnega učenja, med drugim v medicini in vodenju dinamičnih sistemo. Delal je tudi kot gostujoči profesor ali znanstvenik na tujih univerzah. Je član Inženirske akademije Slovenije (IAS; redni 1999); od leta 1997 je bil izredni, od 2003 je redni član SAZU (2014-20 načelnik oddelka za tehniške vede III. razreda SAZU); od leta 2000 ima naziv Fellow of European Association for Artificial Intelligence. 2010 je bil sprejet v evropsko akademijo znanosti v Londonu (Academia Europaea); trikrat (1980, 1985 in 1988) je prejel nagrado Sklada Borisa Kidriča, 1995 nagrado Milana Vidmarja; dobil je priznanje ambasador znanosti RS (1991) in Zoisovo nagrado za vrhunske znanstvene dosežke (2007). Leta 2007 je prejel tudi Nagrado “Donald Michie and Alan Turing” za življenjsko delo, 23. junija 2025 pa je za izjemni prispevek in zgled skupnosti prejel priznanje ZGLED Ameriško-slovenske izobraževalne fundacije (ASEF).